# Bosque da Primavera
A Floresta La Primavera é uma grande área florestal que abriga uma caldeira vulcânica com um IEV de 6,4. Está localizado no México, no estado de Jalisco. Compartilha extensão territorial com os municípios de Tala, El Arenal, Zapopan e Tlajomulco de Zúñiga. Também conhecida como o pulmão da Área Metropolitana de Guadalajara. Desde 1934, foi declarada área florestal protegida e, em 1980, foi declarada Zona de Proteção Florestal e Refúgio de Vida Silvestre pelo presidente José López Portillo. E em 2000 adquiriu o status de Área de Proteção da Flora e da Fauna.

## Dados básicos
- Categoria UICN: 03 (Reservas Naturais Manejadas/Santuários de Vida Silvestre)
- Extensão: 30 500 tem distribuição entre propriedade privada, ejidatarios e Estado
- Data de Decreto:6 de março de 1980
- Localização:20°37′59.25″N 103°33′35.37″Ou / 20.6331250, -103.5598250
- Região Fisiográfica: cordillera Neovolcánica.
- Ecossistema Protegido: bosque de encino e pino, matorrales.
- Biodiversidade: 1 000 espécies de plantas, 135 espécies de aves
- Tipo de Vegetação: bosque de pino; bosque de pino-encino; bosque de encino; bosque de encino-pino; bosque tropical caducifolio; pastizal.
- Produtividade de água: 240 milhões de m³ de água ao ano.

## História
A área ocupada pela Floresta La Primavera está localizada no centro do Estado de Jalisco entre as zonas florísticas da Serra Madre Ocidental e do Eixo Neovulcânico Transversal, cujas últimas idades de formação podem ser datadas do Quaternário recente.
A Serra da Primavera é, na verdade, um complexo vulcânico tardio (moderna montanha vulcânica ácida) que faz parte do Eixo Neovulcânico, cujas encostas são formadas por efusões de magma que ocorreram entre o Pleistoceno Superior e o Holoceno, completando sua formação por volta do ano 20.000 a.C. C. 
Há dados sobre colonos do Bosque la Primavera e regiões vizinhas desde 350 d.C. C. No entanto, a maior intervenção humana começou depois que os conquistadores espanhóis se estabeleceram nas proximidades, a partir do século XVI, para formar as cidades de Guadalajara e Tlajomulco, que se beneficiavam da madeira da floresta para sua própria subsistência e comércio.
No início do século XX, a Hacienda La Primavera foi construída no terreno que pertencia a uma fábrica de tequila construída em 1896 pela família Lancaster Jones. Esta fazenda era dedicada à extração de resina. O nome desta fazenda seria estendido, na década de 1960, à floresta e à cidade que se formaria ao seu redor, que atualmente faz parte do município de Zapopan.
Em 1934, o presidente Lázaro Cárdenas declarou uma área de aproximadamente 10.000 km² ao redor da cidade de Guadalajara, área que incluía a Floresta La Primavera, como zona de proteção florestal.
Em 1963, quando Juan Gil Preciado era governador de Jalisco, a Comissão Florestal do Estado de Jalisco estabeleceu um mecanismo de coordenação para desenvolver um projeto para a criação de um "Parque Estadual" em La Primavera, que foi apoiado pelo governo federal em 1964.

### Desprotección e processo imobiliário
Em 26 de dezembro de 1971, 36 anos de proteção terminaram quando a Floresta La Primavera foi considerada pelo Governo do Estado de Jalisco como de utilidade pública e uso turístico.  Essa manobra do então governador Francisco Medina Ascencio, foi o primeiro passo para abrir as portas para a fragmentação e urbanização da floresta
É impressionante que isso tenha acontecido poucos dias depois de Gustavo Díaz Ordaz deixar o cargo de presidente e o recém-chegado, Luis Echeverría Álvarez, aprovar a mudança de área protegida para serviço público. [citação necessária] O fato de Echeverría ter sido casado com María Esther Zuno Arce, de Jalisco, filha de uma importante família local, sugere que esta foi uma das primeiras gratificações que o presidente fez ao grupo que o apoiava no oeste do México, que poderia explorar a floresta com interesses imobiliários.
Em 14 de outubro de 1972, a Floresta La Primavera foi declarada reserva urbana pelo Governador do Estado de Jalisco, Alberto Orozco Romero, concluindo o processo de fechamento da área protegida. As licenças de desenvolvimento urbano são imediatamente concedidas para os loteamentos Pinar de la Venta, El Palomar e Ciudad Bugambilias.
Em 20 de agosto de 1973, a ordem do Governo Estadual de 3 de novembro de 1967, para a aprovação, em nível federal, da alocação de terras comunais à cidade de Lic. Adolfo López Mateos foi revogado, dando-lhes 1.103 hectares de pastagens de boa qualidade, que estavam fora do raio legal e eram habitadas por menos pessoas do que aquelas que deveriam atuar como proprietários de terras comunais.

### O resgate
O 6 de março de 1980, por ordem do então presidente José López Portillo, foi publicado no Diário Oficial da Federação o Decreto pelo qual, por razões de utilidade pública, a região conhecida como La Primavera foi estabelecida como Zona de Proteção Florestal e Refúgio de Vida Silvestre (ZPFRFSL), localizada dentro de uma área de aproximadamente 30.500 hectares nos municípios de Tala, El Arenal, Zapopan e Tlajomulco de Zúñiga, Jalisco.[carece de fontes] Em 25 de setembro de 1980, foi solicitada a revogação dos decretos estaduais que declaravam a área como área turística e reserva urbana, sendo o governador Flavio Romero de Velasco
Neste mesmo ano, o Governo do Estado de Jalisco adquiriu, por meio de um contrato de doação, 5.290 ha localizados a oeste da floresta, dos quais o Governo do Estado concedeu 672 ha ao Instituto da Madeira, Celulose e Papel da Universidade de Guadalajara para uso em educação ambiental como escola florestal e nela são realizadas pesquisas por um período de 25 anos. [citação necessária] Da mesma forma, em 1992, foi criado um Centro de Ecologia na Floresta La Primavera, dependente da Universidade de Guadalajara, para fins de educação ambiental.

### Dano por estação geotérmica da CFE
A CFE começou a instalar uma estação de geração de energia geotérmica sem sucesso desde o início da década de 1980. [citação necessária] A devastação causada no coração da floresta foi monumental e até hoje a área não foi reabilitada. Os canos, cercas e estradas instalados que causam deslizamentos e erosão contínua ainda estão preservados.
Em um evento inédito, o governador e a imprensa fizeram um passeio aéreo pela região, onde do ar foi possível observar uma grande melhora: áreas verdes onde antes havia deslizamentos. [citação necessária] Ao romper a cerca da CFE, vários cidadãos e a imprensa acessaram o local e perceberam que a CFE, ao invés de reflorestar, utilizou acrílico para camuflar as áreas lavadas, ou seja, pintou o chão de verde para ficar com aspecto de grama. De todos os truques possíveis para enganar o povo na política, este é o mais exemplar. [citação necessária] A posição de Guillermo Cosío Vidaurri foi questionada, pois ele foi enganado de forma ridícula ou talvez fosse parte do processo de usar tinta para acalmar a opinião pública. [citação necessária]

### Incêndios
Em 2019, foram registrados 47 incêndios, afetando 1.412 hectares de área florestal protegida. Eles começaram em 12 de maio e terminaram em 15 de maio do mesmo ano. As autoridades colocaram a Área Metropolitana de Guadalajara sob alerta ambiental e restringiram o acesso ao local.
Mais de 95% dos incêndios florestais são causados por humanos devido à negligência, vandalismo ou outras atividades não intencionais. A maioria deles vem de fora dos limites de proteção territorial. A propagação do fogo se deve à biomassa armazenada no solo da floresta, além de condições climáticas como ventos fortes. 

Os efeitos ambientais após um incêndio florestal dependem de sua intensidade. Se for de alta intensidade, o solo fica mais sujeito à erosão, a cobertura vegetal é perdida, a vida selvagem perde seu habitat, não há filtragem de água para o lençol freático e a qualidade do ar é ruim.

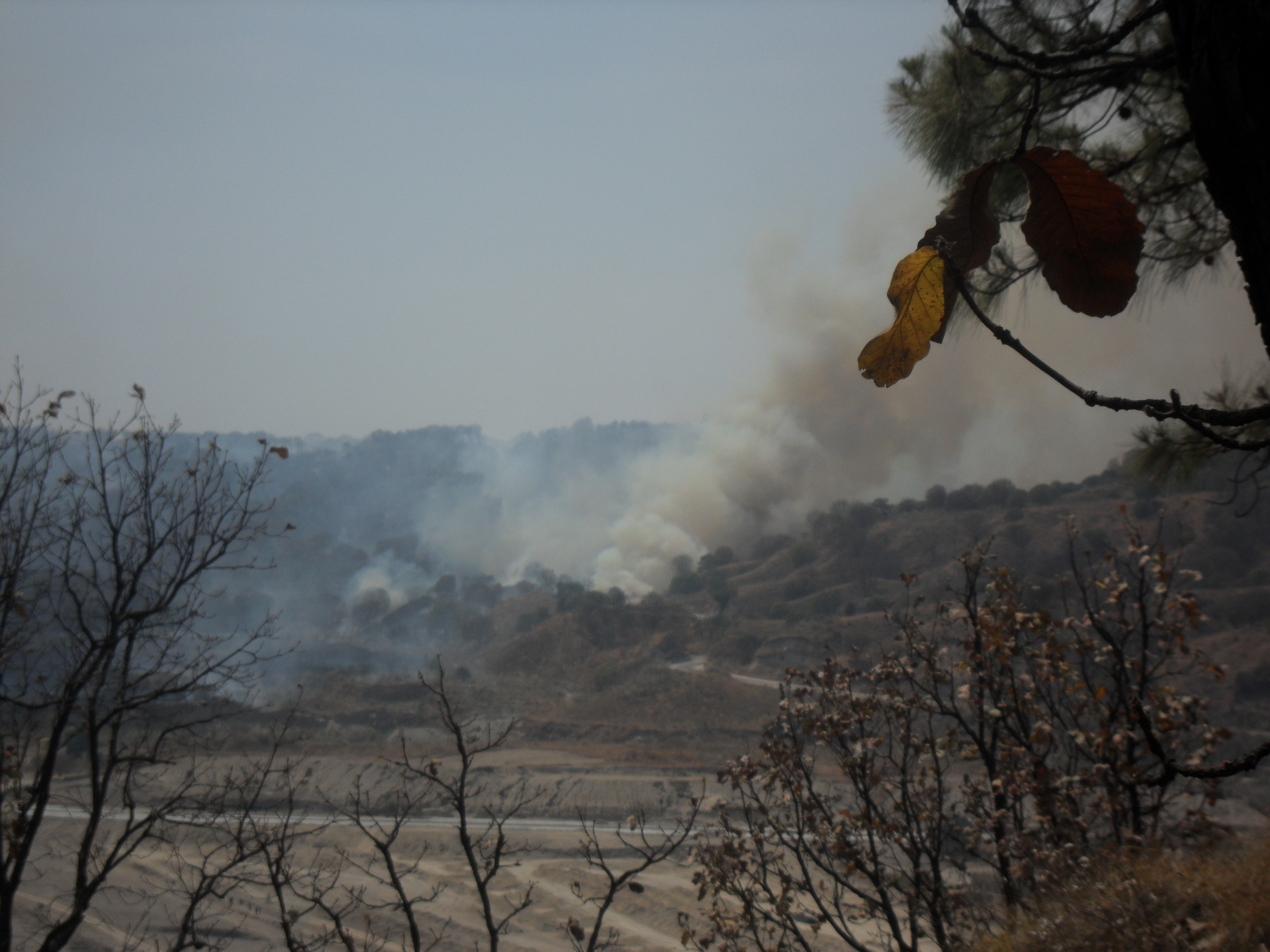

## Geologia
O Bosque de la Primavera é composto por duas zonas sobrepostas: duas regiões biogeográficas, a Neártica e a Neotropical, e duas províncias florísticas, como a Sierra Madre Ocidental e as Sierras do sul ou Eixo Neovulcânico Transverso. [citação necessária] É um dos relevos vulcânicos mais recentes do México; A captação média anual de águas pluviais é estimada em 240 milhões de metros cúbicos, o que gera um potencial hídrico superficial e subterrâneo que abastece os aquíferos dos vales de Atemajac-Tesistán (incluindo a Área Metropolitana de Guadalajara, ZMG), Toluquilla e Etzatlan-Ahualulco, e indiretamente o Vale do Ameca, todos na área central do Estado de Jalisco. Da mesma forma, o Parque Nacional La Primavera beneficia a região ao redor, proporcionando poucos dias quentes e invernos amenos, o que permite o desenvolvimento de diversas espécies de plantas e animais.

## Flora e Fauna

### Fauna
De acordo com o Sistema Nacional de Informação sobre Biodiversidade da Comissão Nacional para o Conhecimento e Uso da Biodiversidade (CONABIO), a Área de Proteção da Flora e Fauna La Primavera abriga mais de 1.340 espécies de plantas e animais, das quais 41 se encontram em alguma categoria de risco da Norma Oficial Mexicana NOM-059 e 36 são exóticas. 
Fauna
Os estudos realizados até o momento na área de proteção da flora e fauna de La Primavera revelam a existência de 29 espécies de mamíferos pertencentes a 25 gêneros e 14 famílias.
Dentre os carnívoros registrados recentemente, destaca-se a presença da onça-parda Felis concolor, por ser uma espécie indicadora de qualidade de habitat; Embora o registro anterior desta espécie tenha sido de 1974, nos últimos anos sua presença tem sido confirmada por meio de pegadas, excrementos e observação direta.
Além disso, há registros de outros mamíferos maiores, como o lince-pardo ou lince-pardo Lynx rufus, o veado-de-cauda-branca Odocoileus virginianus, o coiote Canis latrans e a raposa-cinzenta Urocyon cinereoargenteus. Uma espécie relevante registrada é o jaguarundi Felis yagouaroundi, classificado como ameaçado (conforme NOM-059 -ECOL-94).[carece de fontes]
| Nombre común           | Nombre científico        | Nombre común          | Nombre científico    |
| ---------------------- | ------------------------ | --------------------- | -------------------- |
| Jaguarundi o leoncillo | Puma yagouaroundi        | Iguana negra          | Ctenosuara pectinata |
| Cacomixtle             | Bassariscus astutus      | Armadillo             | Dasypus novemcintus  |
| Puma                   | Puma concolor            | Búhos                 | Bubo virginianus     |
| Venado cola blanca     | Odocoileus virginianus   | Tlacuaches            | Didelphis virginiana |
| Comadreja              | Mustela frenata          | Serpiente de Cascábel | Crotalus basiliscus  |
| Coyote                 | Canis latrans            | Tortuga               | Kinosternon integrum |
| Zorra gris, zorra      | Urocyon cinereoargenteus | Zorrillo              | Mephitis macroura    |
| Lince                  | Lynx rufus               | Tarántulas            | Brachypelma          |
| Tarántulas             | Brachypelma              |                       |                      |

### Flora
Os tipos de flores encontradas na floresta são os seguintes: girassol, capim, manjericão e camomila. [citação necessária] A floresta contém quatro tipos de vegetação de acordo com a classificação de floresta de carvalhos (Quercus); floresta de carvalhos e pinheiros (Quercus-Pinus); floresta de pinheiros (Pinus) e floresta tropical decídua; bem como três comunidades vegetais (ripária, rupícola e ruderal), que se desenvolvem dentro dos diferentes tipos de vegetação mencionados acima.
Apresenta elementos arbóreos com alturas de 6 a 15 m, seu aspecto é levemente fechado e às vezes aberto, com uma série de associações à medida que a altitude aumenta e a temperatura diminui, como pode ser observado na tabela a seguir de amplitudes altitudinais (m a.s.l.) [
| Nombre común                 | Nombre cienfífico     | Nombre común                      | Nombre cienfífico           |
| ---------------------------- | --------------------- | --------------------------------- | --------------------------- |
| Encino                       | (Quercus castanea)    | Amate amarillo                    | Ficus petiolaris            |
| Encino                       | Quercus laeta         | Higo grande                       | Ficus maxima                |
| Encino                       | Quercus jonesii       | Tunihu tuu                        | Ficus cotinifolia           |
| Encino laurelillo            | Quercus viminea       | Flor de tila                      | Clethra rosei               |
| Encino amarillo              | Quercus magnoliifolia | Ceiba                             | Ceiba aesculifolia          |
| Pino amarillo                | Pinus oocarpa         | Tepehuaje                         | Lysiloma acapulcense        |
| Pino lacio, pino real, ocote | Pinus devoniana       | Encino roble, encino roble prieto | Quercus obtusata            |
| Pino triste                  | Pinus lumholtzii      | Hierba de la sarna                | Agarista mexicana           |
| Pino                         | Pinus luzmariae       | Apulin negro                      | Prunus serotina var. capuli |
| Trompillo sudamericano       | Euphorbia cotinifolia |                                   |                             |

## Actividades recreativas

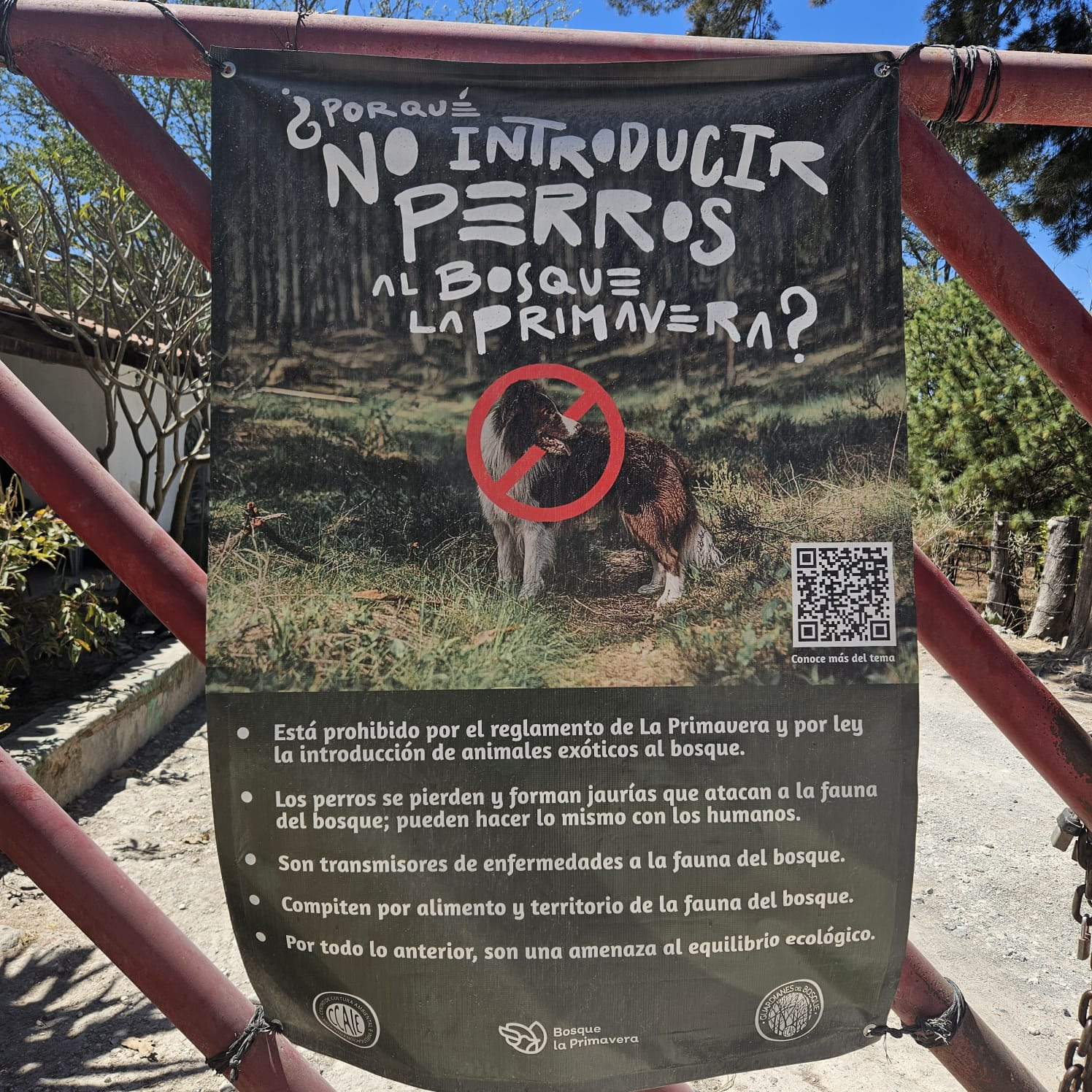

## Problemas para a conservação

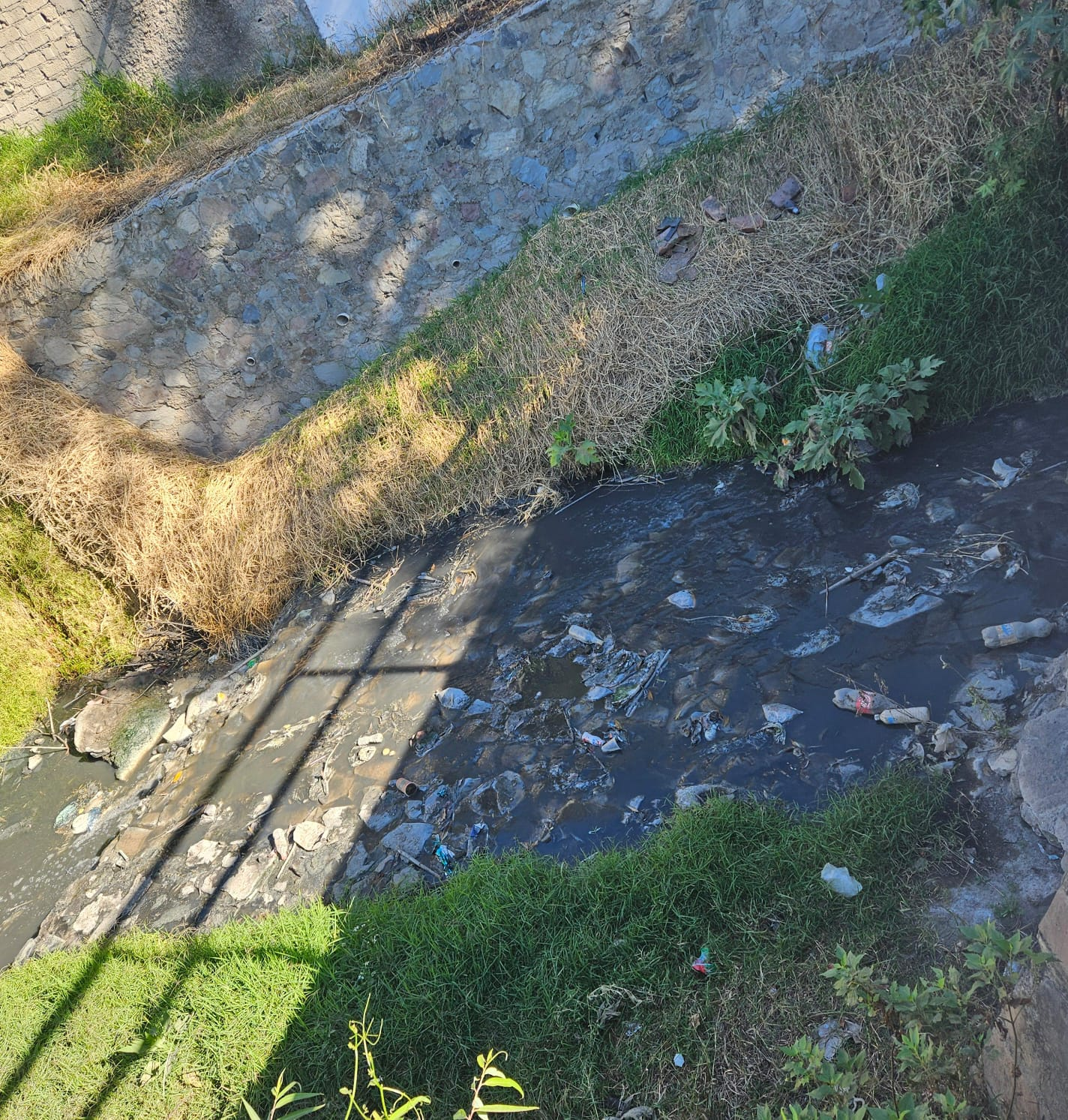

Contaminação de corpos de água